# OM Leoncino
L'OM Leoncino è un autocarro prodotto dal 1950 al 1968 dalla Officine Meccaniche (OM) di Brescia inquadrabile tra i medio/piccoli.

## Storia
Lanciato nel 1950 per sostituire il Loc, il Leoncino si presentava con una cabina di tipo avanzato (posta sopra il propulsore), larga 2 m ed in grado di ospitare tre persone, molto moderna per il periodo. Il mezzo si dimostrò subito estremamente versatile e robusto, diventando in poco tempo il cavallo da battaglia della OM. Venne prodotto anche in versione autobus, 4x4 e camper, oltre che essere nel corso degli anni utilizzato per le più svariate necessità, anche come ambulanza e autopompa.
Un cenno a parte, merita l'originalissima, soprattutto per l'epoca, versione a trazione anteriore, che consentiva un notevole abbassamento del livello del pianale, versione concepita per utilizzi particolari, quali l'impiego del mezzo negli aeroporti, o comunque occorresse una soglia di carico particolarmente bassa.
Il Leoncino fu il capostipite di una serie di modelli tra le 3 e le 8 tonnellate di peso totale presentati negli anni successivi, sia con portata minore (OM Orsetto, OM Cerbiatto e OM Lupetto) che con portata superiore (OM Daino e OM Tigrotto). Tutti questi veicoli avevano molte parti in comune, a partire dalla cabina e per tutti non era normalmente prevista la possibilità del complesso di veicoli essendo destinati principalmente al trasporto di merci a breve/medio raggio.
Il Leoncino si inseriva nella serie di questi veicoli nella categoria di peso mediano con circa 6,5 tonnellate di massa a pieno carico e 34 quintali di portata utile. L'ultima versione era dotata di un motore Diesel da 4561 cm³ che erogava 92 CV (68 kW).
Venne prodotto fino al 1968, sostituito, come tutto il resto della serie di veicoli richiamanti la zoologia, dalla serie "numerica" prodotta dalla Fiat Veicoli Industriali e venduta sotto il doppio marchio OM e Fiat; nello specifico il Leoncino divenne l'OM 65.
Durante gli anni di fabbricazione venne anche costruito all'estero su licenza per evitare gli aggravi fiscali e daziari che gravavano all'epoca sulle merci di importazione. Tra le altre nazioni dove era assemblato si possono citare la Francia con la Unic (divenuta nel 1966 filiale locale della Fiat Veicoli Industriali) che lo commercializzava col nome Unic 34C e la Svizzera con la Saurer.